# Ямаока, Акира
Акира Ямаока (яп. 山岡 晃 Ямаока Акира, 6 февраля 1968 года, Ниигата, Япония) — японский композитор, автор музыки ряда видеоигр компании Konami, звукорежиссёр, гитарист и продюсер. Окончил Токийский университет искусств, где изучал дизайн продуктов и интерьера. Присоединился к Konami 12 сентября 1993 года, уже имея к этому времени опыт внештатного композитора. После окончания разработки Silent Hill: Shattered Memories Ямаока покинул компанию. Он проработал в Konami 16 лет.

## Биография
Наиболее известен благодаря серии игр Silent Hill, для которой он создал всю музыку и звуковые эффекты (за исключением Silent Hill: Play Novel для Game Boy Advance и «Esperandote» в Silent Hill, написанной Рикой Муранакой) и ряду популярных композиций из линейки Bemani-игр. Ямаока заявлял, что Silent Hill 2 — его любимая игра. Он написал главную тему «Theme of Laura» всего за три дня. Начиная с Silent Hill 3, он стал играть более важную роль как продюсер серии, в то же время продолжая работу композитора.
Музыка Ямаоки обычно содержит печальные оттенки, где в основном преобладают жанры дарк-эмбиент, индастриал, трип-хоп, нойз и альтернативный рок. С Silent Hill 3, он начал работать в сотрудничестве с вокалистами Мэри Элизабет МакГлинн и Джо Ромерсой.
Часть музыки из Silent Hill вошла в саундтрек к одноимённому кинофильму.

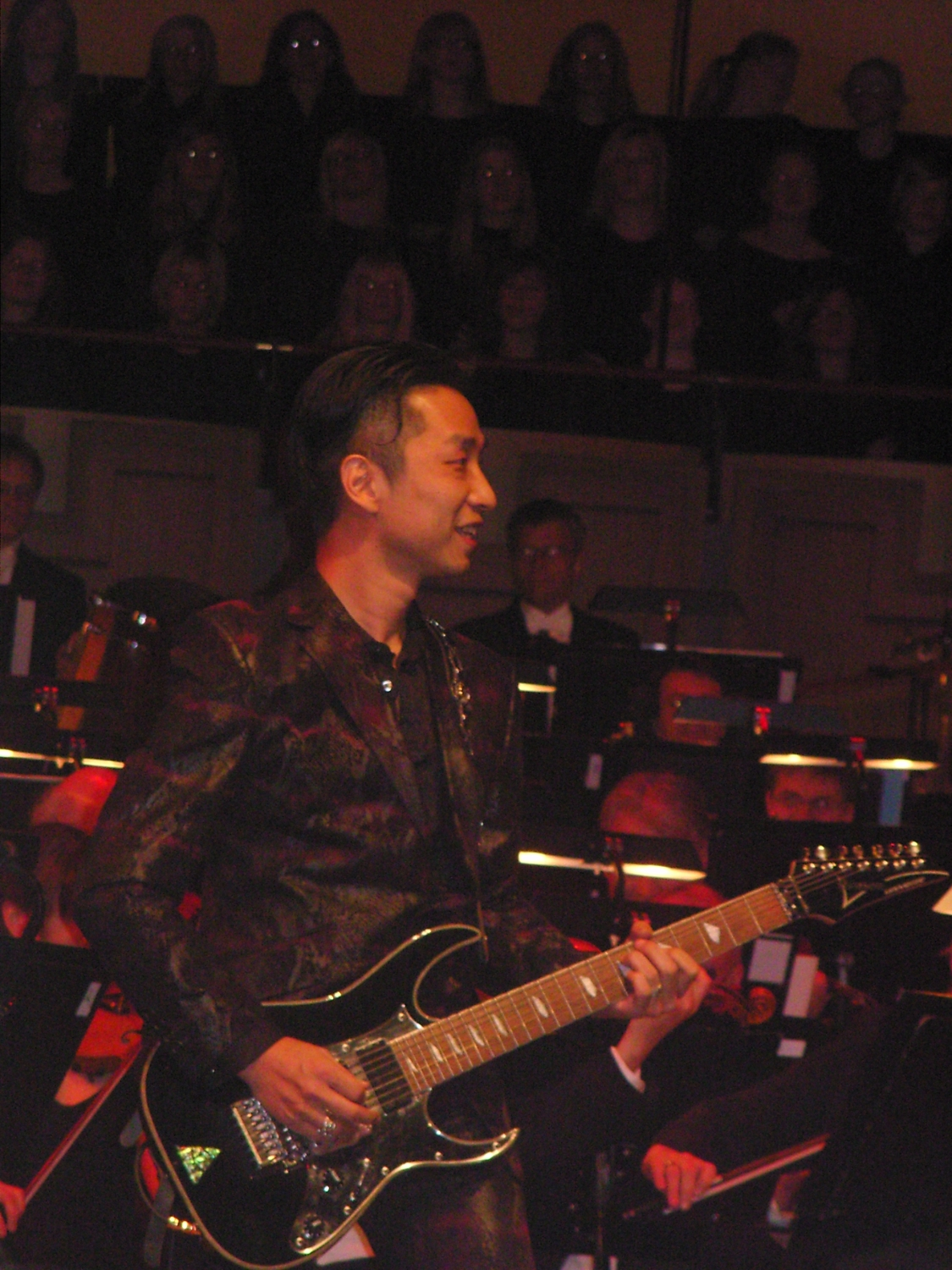
Ямаока в 2007 году

Музыка из Silent Hill 2 была исполнена в 2005 году на третьем Симфоническом концерте музыки из видеоигр в Лейпциге. Ямаока также сыграл на семиструнной электрогитаре под аккомпанемент оркестра на мировой премьере Play! A Video Game Symphony 27 мая 2006 года в Чикаго.
Первый альбом Ямаоки «iFUTURELIST» был выпущен в январе 2006 года. Акира поддерживал благотворительную акцию Ice Bucket Challenge. В Silent Hill: Homecoming он впервые в серии применил технологию объёмного звучания 5.1.
Процесс создания игровой музыки он описывал так: «Сперва я обсуждаю концепцию игры с её разработчиками, изучаю их замысел и сразу составляю общее представление о саундтреке. И когда мне дают описания героев и графики — начинаю сочинять. После я сам прохожу игру, чтобы убедиться, что с технической точки зрения все кусочки мозаики соединились. Часто я занимаюсь не только музыкой, но и всем звуковым оформлением игры, поэтому сверять и перепроверять приходится долго и тщательно. Всегда важно помнить, что видеоигра — интерактивный жанр, где музыка и звуковые эффекты всегда идут рука об руку. Но самое главное при этом — чтобы саундтрек доносил до игрока чёткую информацию, а не отвлекал его».
После Konami, с 2010 года, началось сотрудничество с Grasshopper Manufacture, созданы саундтреки к играм Shadows of the Damned, Sine Mora, Lollipop Chainsaw, Black Knight Sword, Killer is Dead, Let It Die.
В 2012 году вышел фильм «Сайлент Хилл 2». Режиссёр Майкл Дж. Бассетт рассказал, почему удалось снова привлечь Акиру Ямаоку: «Именно, потому что без него „Сайлент Хилл“ был бы совершенно другим — я сам геймер и прекрасно это понимаю. Музыка Акиры к игре буквально отождествляется с этим миром — это уникальный случай, он очень талантливый парень. Поэтому я не мог сделать картину без его участия — наш композитор Джефф Данна использовал некоторые музыкальные темы Акиры и переработал их, а потом к нам на помощь пришёл и сам Акира, который написал кое-что новое. Получилось здорово».
В 2013 году был гостем на российской международной кинопремии ужасов «Капля» в Москве.
В 2014 году композитор проявлял интерес к игре Silent Hills, но проект был отменён. По его мнению, «Если бы проект состоялся, он мог бы полностью изменить хорроры как жанр. А для продолжения, основанного на первой Silent Hill, на мой взгляд, лучше всего подошли бы все те же Тояма и Ито. Никто больше не делает таких необычных созданий, и Ито превзошел бы самого себя, создав чудище похлеще Пирамидоголового… Ну а композитором был бы я».
В 2015 году, в рамках тура «Silent Hill Live», Ямаока и его группа «The Silent Hill Band» вместе с Мэри Элизабет МакГлинн посетили с концертами Беларусь (Минск) и Россию (Санкт-Петербург, Москва, Екатеринбург). После этого он приезжал трижды — в 2016, обычным составом, в 2018 (Санкт-Петербург, Москва, Екатеринбург и Краснодар), уже в сопровождении симфонического оркестра, в 2019 году с программой «Silent Hill 2» без вокалиста (Новосибирск, Екатеринбург, Уфа, Самара, Казань, Санкт-Петербург, Москва).
В 2016 году, при подготовке саундтрека к игре Let It Die, им использованы не только собственные произведения, но и музыка от 100 японских инди-групп, чтобы показать работу неизвестных публике молодых талантов. В 2017 году Ямаока начал сотрудничать с компанией Wargaming и написал музыкальную тему для игры World of Tanks. Любимый танк — «Чи-Ну».
В августе 2017 года, в интервью PC Gamer, он отметил, что не знает, будет ли ещё один Silent Hill или нет. Также подчеркнул, что не против воссоединения Team Silent, однако все люди, имевшие отношение к команде, технологии и игровая индустрия в целом изменились. Поэтому у него нет уверенности: если они вновь соберутся вместе, то вряд ли у них получится сделать что-то выдающееся. «Да, я работал в некоторых сериалах и фильмах, но для мира за пределами Японии Акира Ямаока — это Сайлент Хилл». В то же время Ямаока является фанатом серии Resident Evil. Также записал кавер-версию главной темы игры God of War 2018. В 2022 году вышло аниме Cyberpunk: Edgerunners с его музыкой. Для ремейка Silent Hill 2 композитор записал более девяти часов нового саундтрека, который хотя и был вдохновлён оригиналом, но полностью переработан.

## Личная жизнь
Перед тем, как стать композитором для видеоигр, Ямаока хотел сделать карьеру в качестве дизайнера, но вместо этого стал музыкантом, после обучения в Токийском университете искусств, где он изучал промышленный и интерьерный дизайн.
Началось с того, что однажды Акира купил себе компьютер для учёбы, и техника пришла с предварительно установленным музыкальным ПО. Тогда он и обнаружил, что можно создавать музыку и получать удовольствие. В конце концов, начал посылать некоторые треки, созданные на компьютере, на различные конкурсы и выиграл призы. В результате, получил возможность встретиться с продюсером, который предложил работу. «Моя теория такова: есть три вещи, способные погубить вашу жизнь: женщины, деньги и видеоигры. Что поделать, но я безумно люблю видеоигры».
В 1993 году он присоединился к Konami, чтобы принять участие в создании игры Sparkster: Rocket Knight Adventures 2. Когда компания начала искать композитора для Silent Hill, вызвался Ямаока, потому что считал, что только он способен написать саундтрек. По его словам, «Silent Hill — это игра ужасов, и я хочу, чтобы люди были напуганы». «В 1999 году всё было клише. Были определённые шаблоны, аранжировки и настроения, которым, казалось, следовали все, и я хотел это изменить».
В 2009 Акира Ямаока сказал, что прекращает писать музыку к серии. Работа над Silent Hill: Shattered Memories завершила его карьеру в Konami. После землетрясения в Японии он объявил аукцион по продаже акустической гитары Yamaha APX-15F, благодаря которой он записал музыку для серии Silent Hill. В придачу к ней шли два усилителя Line 6 FB4 и Line 6 POD. Акира говорил, что с их помощью можно воссоздать любой звук из игры. Стартовая цена составила 580 долларов.

## Влияния
Наибольшее влияние на музыку Ямаоки оказали Анджело Бадаламенти, Трент Резнор, Metallica и Depeche Mode. Также Акире нравятся Вангелис, Эннио Морриконе, Вуди Джексон, The Gazette, ROOKiEZ is PUNK’D, Дженей Айко, Flying Lotus, Heavenstamp, Билли Карри и Ultravox, Джейсон Беккер, Bass’Flo, Sabaton, Dir en grey, Von Hertzen Brothers, Meytal Cohen, The Hundred In The Hands, Shaka Ponk, Hooverphonic, The Rasmus, Korn, Atra Aeterna, Skindred, Visage, Graveyard, Blood Ceremony, Ava Inferi, Lake of Tears, Ramesses, Мауро Пикотто, Gallhammer, Джоуи Белтрам, Mogwai, Aural Vampire, Neu!, Tangerine Dream, Nitzer Ebb, Deutsch-Amerikanische Freundschaft, Laibach, Клаус Шульце, Goldfrapp, Theory of a Deadman, Queens of the Stone Age, The Cult, Пи Джей Харви, Massive Attack, HIM.
В кино — большой поклонник Дарио Ардженто.
Ямаока считает, что традиционная русская и старая японская музыка очень похожи с точки зрения атмосферы и человечности. Например, в советское время были популярны The Peanuts. А песня «Полюшко-поле» японская по духу. На обложке альбома «IFuturelist» изображена заглавная буква «Ж», символизирующая особый интерес автора к русскому алфавиту. В 2015 году Акире подарили в Москве балалайку с Пирамидоголовым, однако инструмент не похож на гитару, поэтому на ней сложно играть. В первом Silent Hill звучит мандолина. «Theme of Laura» была вдохновлена жанром энка, в частности, «Children’s Boss» J. A. Seazer и «Mugonzaka» Каори Кодзаи.
Когда его спросили, помогли ли ему занятия в Токийском университете искусств в музыкальной карьере, он ответил: «На данный момент, Мик Карн из Japan, Стив Стрейндж из Visage и много других музыкантов объединили понятия искусства и музыки с их собственным новым стилем. Это действительно повлияло на меня. Поэтому каждый раз, когда я пишу песни, я пытаюсь объединить искусство и музыку».

## Работы

### Игры
| Год             | Название                                                          | Платформа                                                   | Роль                                                                | Комментарий |
| --------------- | ----------------------------------------------------------------- | ----------------------------------------------------------- | ------------------------------------------------------------------- | --- |
| 1991            | SmartBall также известная как Jerry Boy                           | Super Nintendo                                              | Ассистент композитора                                               | |
| 1994            | Contra: Hard Corps                                                | Sega Mega Drive                                             | Композитор                                                          | |
| 1994            | Sparkster                                                         | Super Nintendo, Sega Mega Drive                             | Композитор                                                          | |
| 1994            | International Superstar Soccer также известная как Perfect Eleven | Super Nintendo                                              | Композитор                                                          | |
| 1994            | Snatcher                                                          | Sega CD, PlayStation                                        | Звук                                                                | |
| 1996            | Vandal Hearts                                                     | PlayStation                                                 |                                                                     | |
| 1997            | Castlevania: Symphony of the Night                                | PlayStation                                                 |                                                                     | |
| 1998            | Kensei: Sacred Fist                                               | PlayStation                                                 | Композитор                                                          | |
| 1998            | Road Rage также известная как Speed King                          | PlayStation                                                 | Композитор                                                          | |
| 1998            | Bugi                                                              | PlayStation                                                 |                                                                     | |
| 1998—1999       | GuitarFreaks 3rdMIX / Drummania 2ndMIX                            | Игровые автоматы, PlayStation                               | Композитор                                                          | «Love This Feelin'» и «POWER DUNKER 2000X» |
| 1999            | Dance Dance Revolution 2ndReMIX                                   | Arcade, PlayStation                                         | Композитор                                                          | «Love This Feelin' (Remix)» |
| 1999            | ISS Pro Evolution (Winning Eleven 4)                              | PlayStation                                                 | Композитор                                                          | Вместе с Синдзи Эномото, Косукэ Соэдой, Хидэки Касаи |
| 1999            | Silent Hill                                                       | PlayStation                                                 | Звукорежиссёр Саунд-продюсер Композитор и аранжировщик              | |
| 2000            | beatmania IIDX 4th Style                                          | Игровые автоматы, PlayStation 2                             | Композитор                                                          | «250bpm», «Diamond Jealousy», «Love Will…» и «Minimalian» «Love Will…» под псевдонимом riewo. «Minimalian» под псевдонимом Detroian                               |
| 2000            | Gradius III and IV                                                | PlayStation 2                                               |                                                                     | |
| 2001            | beatmania IIDX 5th Style                                          | Игровые автоматы, PlayStation 2                             | Композитор                                                          | «In My Eyes» и «Rislim» |
| 2001            | Silent Hill 2                                                     | PlayStation 2, Xbox, PC                                     | Звукорежиссёр Вся музыка и звуковые эффекты                         | |
| 2002            | Contra: Shattered Soldier                                         | PlayStation 2                                               | Звукорежиссёр Композитор Звуковые эффекты                           | с Сотой Фудзимори (композитором) |
| 2002            | beatmania IIDX 7th Style                                          | Игровые автоматы, PlayStation 2                             | Композитор                                                          | «Bring Her Down», «I feel…» и «Love Me Do» |
| 2002            | beatmania IIDX 8th Style                                          | Игровые автоматы, PlayStation 2                             | Композитор                                                          | «Bit Mania» и «Dancer» «Dancer» под псевдонимом De Vol. |
| 2002            | DDRMAX2: Dance Dance Revolution 7thMIX                            | Игровые автоматы, PlayStation 2                             | Композитор                                                          | «I feel…» |
| 2003            | beatmania IIDX 9th Style                                          | Игровые автоматы, PlayStation 2                             | Композитор                                                          | «昭和企業戦士荒山課長», «ライオン好き» и «Rislim -remix-» |
| 2003            | Dance Dance Revolution ULTRAMIX                                   | Xbox                                                        | Композитор                                                          | «In My Eyes» |
| 2003            | Silent Hill 3                                                     | PlayStation 2, PC                                           | Звукорежиссёр Вся музыка и звуковые эффекты Продюсер PC-версии игры | с Мэри Элизабет Макглинн (в титрах Мелисса Уильямсон) , Джо Ромерсой и Interlace                                                                                  |
| 2004            | beatmania IIDX 10th Style                                         | Игровые автоматы                                            | Композитор                                                          | «Space Fight» и «システムロマンス» «システムロマンス» под псевдонимом Hiros & Chiiko                                                                              |
| 2004            | beatmania IIDX: RED                                               | Игровые автоматы                                            | Композитор                                                          | «Awakening» и «Injection of Love» «Injection of Love» под псевдонимом Akira Shintani                                                                              |
| 2004            | Dance Dance Revolution EXTREME                                    | PlayStation 2                                               | Композитор                                                          | «You’re Not Here» и «Your Rain (Rage Mix)» |
| 2004            | Rumble Roses                                                      | PlayStation 2                                               | Композитор                                                          | «Pluck the Roses!» и «I’m Too Vituous» |
| 2004            | Silent Hill 4                                                     | PlayStation 2, Xbox, PC                                     | Продюсер игры Звукорежиссёр Музыка                                  | с Мэри Элизабет Макглинн (вокал) и Джо Ромерсой (вокал) |
| 2004            | pop'n music 12 Iroha                                              | Игровые автоматы                                            | Композитор                                                          | «April Fool’s Song» и «Ryusei Honey» «Ryusei Honey» под псевдонимом Akira Shintani                                                                                |
| 2005            | beatmania IIDX: Happy Sky                                         | Игровые автоматы                                            | Композитор                                                          | «Empty of the Sky» и «tant pis pour toi» |
| 2005            | Dance Dance Revolution EXTREME 2                                  | PlayStation 2                                               | Композитор                                                          | «Inside Your Heart» и «Injection of Love (Hina Mix)» Продюсер аранжировок «I will Survive» и «Oops!… I Did It Again»                                              |
| 2005            | Final Fantasy XI: Chain of Promathia                              | PlayStation 2                                               | Исполнитель                                                         | Поёт заключительную тему |
| 2006            | beatmania IIDX DistorteD                                          | Игровые автоматы                                            | Композитор                                                          | Сингл «iFUTURELIST» из альбома iFUTURELIST и композиция «Heavenly Sun»                                                                                            |
| 2006            | Dance Dance Revolution STR!KE                                     | Playstation 2                                               | Композитор                                                          | Синглы «iFUTURELIST (DDR VERSION)» и «INJECTION OF LOVE (e)» — версия на английском языке знаменитого трека «INJECTION OF LOVE» из beatmania IIDX 11 IIDX RED     |
| 2006            | pop'n music 14 FEVER!                                             | Игровые автоматы                                            | Композитор                                                          | «popdod» |
| 2007            | Silent Hill: Origins                                              | PlayStation Portable, Playstation 2                         | Игровой продюсер, Композитор                                        | Создал 26 оригинальных треков для игры |
|                 | GuitarFreaks 3rdMIX / Drummania 2ndMIX                            | Игровые автоматы, PlayStation 2                             | Композитор                                                          | «Love This Feelin'» и «POWER DUNKER 2000X» |
| 2007            | beatmania IIDX 14: GOLD'                                          | Игровые автоматы, PlayStation 2                             | Композитор                                                          | «Play back hate you» и «ヨシダさん» |
| 2007            | beatmania IIDX 15: DJ Troopers'                                   | Игровые автоматы PlayStation 2                              | Композитор                                                          | «Shift» и «マチ子の唄» |
| 2008            | Silent Hill: Homecoming                                           | PlayStation 3, Xbox 360, PC                                 | Игровой продюсер Композитор                                         | |
| 2009            | Silent Hill: Shattered Memories                                   | Wii, PlayStation 2, PlayStation Portable                    | Композитор                                                          | |
| 2010            | No More Heroes 2: Desperate Struggle                              | Wii, PlayStation 3                                          | Композитор                                                          | |
| 2011            | Shadows of the Damned                                             | PlayStation 3, Xbox 360                                     | Композитор                                                          | |
| 2011            | Evangelion 3rd Impact                                             | PlayStation Portable                                        | Звукорежиссёр, аранжировщик                                         | |
| 2012            | Silent Hill HD Collection                                         | PlayStation 3, Xbox 360                                     | Композитор                                                          | Новые версии двух классических игр серии — Silent Hill 2 и Silent Hill 3.                                                                                         |
| 2012            | Black Knight Sword                                                | PlayStation 3, Xbox 360                                     | Композитор                                                          | |
| 2012            | Lollipop Chainsaw                                                 | PlayStation 3, Xbox 360                                     | Композитор                                                          | |
| 2012            | Sine Mora                                                         | PlayStation 3, Xbox 360, PC, iOS, Android, PlayStation Vita | Композитор, звукорежиссёр                                           | |
| 2013            | Killer Is Dead                                                    | PlayStation 3, Xbox 360, PC                                 | Композитор                                                          | Написал музыку совместно с Рё Коикэ и Ясухиро Исодой. |
| 2014            | Ranko Tsukigime’s Longest Day                                     | PlayStation 3                                               | Композитор                                                          | |
| 2014            | Murasaki Baby                                                     | PS Vita                                                     | Композитор                                                          | Трек «Neeko» |
| 2015            | Persona 4: Dancing All Night                                      | PlayStation Vita                                            | Приглашённый композитор                                             | Ремикс «Time To Make History» |
| 2016            | Let It Die                                                        | PlayStation 4, PC                                           | Композитор, музыкальный руководитель                                | |
| 2016            | Puzzle & Dragons X                                                | Nintendo 3DS                                                | Композитор                                                          | Вместе с Кэндзи Ито, Кэйго Одзаки, Юдзо Косиро и Сэйити Ямамото                                                                                                   |
| 2016            | The Silver Case                                                   | PlayStation 4                                               | Аранжировщик                                                        | Новая вступительная композиция для ремастированного HD-переиздания                                                                                                |
| 2017            | Astro Boy: Edge of Time                                           | PC                                                          | Композитор                                                          | |
| 2018            | The 25th Ward: The Silver Case                                    | Linux, Mac, PC, PlayStation 4                               | Композитор                                                          | Вместе с Baiyon и Эрикой Ито |
| 2018, 2020—2021 | World of Tanks                                                    |                                                             | Приглашённый композитор                                             | Композиция «Битва в Японии» (вместе с Андриусом Климкой), музыка для режима «Мирный-13» (вместе с Александром Хилько и Алексеем Ванчуком) и карты «Старая гавань» |
| 2020            | Dead by Daylight                                                  | PlayStation 4, Nintendo Switch                              | Приглашённый композитор                                             | Песня «Like the Moon» к дополнению Silent Hill |
| 2021            | The Medium                                                        | PC, PlayStation 5, Xbox Series X/S                          | Композитор                                                          | Вместе с Аркадиушом Рейковским |
| 2022            | Deathverse: Let It Die                                            | PlayStation 4, PlayStation 5                                | Композитор                                                          | |
| 2023            | Decarnation                                                       | PC, Nintendo Switch                                         | Композитор                                                          | |
| 2023            | Stray Souls                                                       | PC, PlayStation 4, PlayStation 5, Xbox One, Xbox Series X/S | Приглашённый композитор                                             | Трек «Splintered Minds» |
| 2024            | Silent Hill: The Short Message                                    | PlayStation 5                                               | Композитор                                                          | |
| 2024            | Silent Hill 2 (ремейк)                                            | PC, PlayStation 5                                           | Композитор                                                          | |
| 2024            | Slitterhead                                                       | PC, PlayStation 4, PlayStation 5, Xbox Series X/S           | Композитор                                                          | |
| 2025            | Silent Hill f                                                     | PC, PlayStation 5, Xbox Series X/S                          | Композитор                                                          | Вместе с Кэнсукэ Инагэ, Dai и Коити Сакитой |

### Фильмы и сериалы
| Год  | Название                   | Роль                                | Комментарий                                               |
| ---- | -------------------------- | ----------------------------------- | --------------------------------------------------------- |
| 2006 | Сайлент Хилл               | Композитор, исполнительный продюсер | Музыка изначально была написана для одноимённой серии игр |
| 2011 | Юлия Икс                   | Композитор                          |                                                           |
| 2012 | Сайлент Хилл 2             | Композитор                          | Вместе с Джеффом Данной                                   |
| 2013 | Патэма наоборот            | Звукорежиссёр                       |                                                           |
| 2017 | Kuso                       | Композитор                          | Вместе с Flying Lotus, Aphex Twin, Thundercat             |
| 2022 | Cyberpunk: Edgerunners     | Композитор                          |                                                           |
| 2026 | Возвращение в Сайлент Хилл | Композитор                          |                                                           |

### Альбомы и сборники
| Год  | Название                                                          | Роль                                                   | Комментарий |
| ---- | ----------------------------------------------------------------- | ------------------------------------------------------ | --- |
| 2006 | iFUTURELIST                                                       | Композитор, музыкант, аранжировщик, продюсер, сведение | Первый сольный альбом |
| 2009 | Play! A Video Game Symphony Live!                                 | Композитор                                             | Трек «Silent Hill 2». |
| 2011 | Play for Japan: The Album                                         | Композитор                                             | Сборник, специально выпущенный, чтобы собрать средства для пострадавших в Японии от землетрясения и цунами. В нём приняли участие Кодзи Кондо, Нобуо Уэмацу, Акира Ямаока, Ясунори Мицуда, Инон Зур, Томми Талларико, Хип Танака, Джейсон Грейвс и Беар Маккрири. Доходы от продаж перечислялись на счет Японского Красного Креста. |
| 2011 | Silent Hill Sounds Box                                            | Композитор                                             | Ремастеринговое переиздание, включая ранее не выпускавшиеся треки. |
| 2012 | Сингл Revolución                                                  | Композитор, аранжировщик, продюсер                     | Презентован 10 ноября 2012 года, в Гвадалахаре, на ежегодном музыкальном фестивале видеоигр VCONCERT. Два трека на испанском языке, один на английском. Вокал — Трой Бейкер и Мэри Элизабет Макглинн. |
| 2013 | Сборник World 1—2                                                 | Композитор                                             | Трек «Rose Cat» |
| 2014 | Сборник Video Games Live — Level 3                                | Композитор                                             | Трек Silent Hill 2 — «Theme of Laura» |
| 2014 | Сборник In Flux                                                   | Приглашённый музыкант                                  | Трек «Wish I Were You» |
| 2015 | Сборник Contra Chronicle Vol.1 coupling with Hard Corps: Uprising | Композитор                                             | Вместе с Хироси Кобаяси, Akiropito, Кэндзи Мияокой, Митиру Яманэ и Хирофуми Танигути |
| 2016 | Yuigon Zakura En Mo Takenawa                                      | Композитор, продюсер                                   | |
| 2016 | Ex Umbra in Solem Диего Рейносо                                   | Соавтор музыки                                         | Композиция «Fulfilled Dreams» |

## Участие в интернет-шоу
- 2016 — «От винта!»[87] (Youtube-канал «Навигатор Игрового Мира») — приглашённый гость